# Казнет
Казне́т (каз. Қазнет, англ. Kaznet) — совокупность информационных технологий и инфраструктуры, обеспечивающих доступ к сети интернет, а также хостинг электронных ресурсов на территории Казахстана, использующих казахстанские доменные имена верхнего уровня.

## История
- 19 сентября 1994 года ТОО RelcomSL (Семипалатинск) был официально зарегистрирован национальный домен верхнего уровня .kz;
- В 1997 казахстанский сайт получил первую международную награду международного конкурса Business Website of 1997. Проект, больше не существующий, стал одним из победителей;
- В июне 1998 года в сети Internet появился первый сайт на казахском языке — Физико-технический институт МН-АН РК;
- С сентября 1998 года в Казахстане осуществляется постоянная радиотрансляция через Интернет — трансляция передач Алматинского городского радиотрансляционного узла через сервер ГЦТ Алматытелеком с использованием технологии RealAudio;
- В 1999 году международная организация IANA назначила «Казахский центр сетевой информации» менеджером по поддержке доменного имени верхнего уровня .kz. В конце 2017 года СМИ сообщили о завершении строительства нового дата-центра KazNIC[2];
- 2004 год — де-юре переход регистратуры доменных имен .kz под управление Агентства РК по информатизации и связи (АИС);
- С 1 октября 2005 года управлением и регулированием домена .kz занимаются две организации: де-факто — Казахский центр сетевой информации (KazNIC), отвечающий за техническую сторону функционирования домена, и де-юре — Казахстанская ассоциация IT-компаний, в ведении которой находится разработка Правил регистрации и идеология развития национального домена;
- 17 апреля 2008 года создано АО «Казконтент» для реализации задач государства в области формирования и развития казахстанского сегмента сети Интернет, в том числе развитие сетевых информационных ресурсов, организация информационно-коммуникационной инфраструктуры, стимулирование инвестиционной и инновационной активности в этой сфере;
- C 12 марта 2010 года в результате реорганизации Агентства РК по информатизации и связи, а также Министерства культуры и информации, создано Министерство связи и информации, которому переданы, в том числе вопросы регулирования сети Интернет;
- 12 января 2012 года были приняты поправки в Закон «О защите интеллектуальной собственности Республики Казахстан», согласно которым предусмотрены наказания пользователей и владельцев сайтов за хранение, обмен и распространение в интернете нелицензионного контента;
- 2012 год. Введена новая доменная зона .ҚАЗ, использующая символы национального алфавита. Эксперты считают, что необходимо время, и к периоду 2014—2015 гг. доменная зона сравнится по популярности с .KZ. Между тем, этого не произошло. По итогам апреля 2016 года, в зоне .ҚАЗ зарегистрировано всего 1096 доменных имен. В зоне .KZ — 124 тыс. доменных имен[3].
- 2016 год. К своему 22-летию, то есть, 19 сентября 2016 года, емкость Казнета составила 125411 доменов (.KZ+.ҚАЗ). Это на 2 % больше, чем в 2015 году. По плотности доменных имен на душу населения, Казнет существенно (в 14 раз) отстает от общемировых метрик — всего 0,5 сайта на 100 казахстанцев[4].
- 2022 год. Заключено соглашение между Казахстаном и Азербайджаном о прокладке альтернативного транзитного подводного интернет кабеля, который пройдёт через каспийское море и свяжет Китай с Европой. Проектная емкость передачи данных составит не менее 4-6 Тбит/с[5]. Строительство  380 километровой кабельной линии было намечено на 2025 год[6].

## Измерения Казнета
Агентство Республики Казахстан по статистике, а также другие мониторинговые компании регулярно проводят исследования интернет-аудитории в Казахстане.
Численность индивидуальных пользователей Интернета в Казахстане демонстрирует уверенный рост в первые годы XXI века. По данным АО «Казконтент» в 2007 году аудитория Интернета составляла 12,3 % от населения РК и 26,4 % от городского населения; на конец 2010 года данные цифры составили 25,7 % и 44,1 % соответственно.
Статистика пользователей Интернета по годам:
- 2000 год — 70,000 интернет-пользователей (0.5 %)
- 2005 год — 400,000 интернет-пользователей (2.7 %)
- 2007 год — 1,247,000 интернет-пользователей (8.5 %)[8]
- В ноябре-декабре 2006 года количество интернет-пользователей составляло 1,29 млн человек.
- В сентябре 2007 года количество пользователей Интернет в Казахстане составило 1,67 млн человек.[9]
- На октябрь 2008 года количество интернет-пользователей: 2,2 миллиона или 14,8 % жителей республики[10], по другим данным более 953 тыс. человек, из которых около 473 тыс. человек пользуются широкополосным доступом (минимальная скорость не ниже 256 Кбит/с в одну сторону), коммутируемым доступом — более 480 тыс. человек[11]
- На сентябрь 2009 года — 2,300,000 интернет-пользователей (14.9 %)[12]
- На сентябрь 2009 года — 4,700,000. 3,1 млн абонентов мобильного доступа, 1,2 млн абонентов широкополосного доступа (ШПД) и 0,4 млн абонентов коммутируемого доступа к сети Интернет.[13]
- 10 января 2011 года Kazakhstan Today передал (со ссылкой на Аскара Жумагалиева), что Интернетом в стране пользуются 4,3 млн человек (проникновение в городах на уровне 41 %)[14], однако по данным сайта internetworldstats.com Архивная копия от 30 апреля 2019 на Wayback Machine в Казахстане — 5,3 млн интернет-пользователей на эту дату.

Среднее ежедневное количество просмотров казахстанских интернет-ресурсов за 2011 год составило 13.7 млн.
- На май 2012 года — 9,500,000. Количество интернет-пользователей в Казахстане превысило 9,6 млн человек.[15].

Прирост количества зарегистрированных доменов в 2011 году составил 10890. Всего зарегистрировано доменных имен (в том числе продленных регистраций) с 2010 по 2011 годы — 16890 (что на 106 % больше, чем в 2010 году).
Количество поданных заявок на регистрацию доменных имен с января по ноябрь 2011 года по сравнению с аналогичным периодом прошлого года выросло на 35 % и составило 12 956 заявок, общее количество зарегистрированных доменов составило более 65 500 (что на 24 % больше, чем в 2010 году).
По предварительным данным количество пользователей сети Интернет на конец октября 2011 года составляет 6,5 млн человек.
На данный момент 13 казахстанских сайтов входят в Топ-50 посещаемых веб-ресурсов в Казахстане по версии счетчика Webomer (что на 80 % больше, чем в 2010 году).
| Год  | Пользователей, тыс.                        | Процент жителей РК | Мобильный доступ | Широкополосный доступ (от 256 Кбит/с) | Коммутируемый доступ | Хостов | Сайтов |
| ---- | ------------------------------------------ | ------------------ | ---------------- | ------------------------------------- | -------------------- | ------ | ------ |
| 2000 | 70                                         | 0,5 %              | -                | -                                     | -                    | -      | -      |
| 2005 | 400                                        | 2,7 %              | -                | -                                     | -                    | -      | -      |
| 2006 | 1 249                                      | 8,5 %              | -                | -                                     | -                    | -      | -      |
| 2007 | 1 247— 1 670                               | 8,5 % — 11,1 %     | -                | -                                     | -                    | -      | -      |
| 2008 | 953 — 2 200                                | 14,8 %             | -                | 473 000                               | 480 000              | -      | -      |
| 2009 | 2 300 — 4 700                              | 19,64 %            | 3 100 000        | 2 200 000                             | 400 000              | 36 028 | 6648   |
| 2010 | 986,2тыс человек, 26,4 % жителей (stat.kz) |                    |                  |                                       |                      |        |        |
| 2011 | 6 500 — 6 700                              | 39,26 %            | -                | -                                     | -                    | -      | 62 000 |

В 2012 году пользовались Интернетом 48,94 % жителей страны.
В марте 2013 года количество пользователей Интернета увеличилось до 65,6 % общего населения РК. Число абонентов сотовой подвижной связи, имеющих доступ к широкополосной высокоскоростной передаче данных, составляет 7 053,8 тысяч единиц (41,5 % от всего населения).
Из 71754 доменов, зарегистрированных на Май 2012 года реально работающих не более 25 %, что делает казахстанский контент неудовлетворительным и вынуждает казахстанских пользователей увеличивать аудиторию иностранных ресурсов
Согласно данным сайта Alexa Internet, самым популярным ресурсом казахстанцев является портал Mail.Ru. Между тем, по данным Liveinternet.ru (по состоянию на конец марта 2016 года), 10 ресурсов Казнета формируют почти 63 % всего трафика Казнета.
В 2014 году, то есть, в год, когда Казнету исполнилось 20 лет, национальная доменная емкость выросла на 20 % и составила 122 408 единиц. За 10 лет, с 2004 года Казнет вырос почти в 50 раз. Напомним, что в 2004 году в зоне .KZ было зарегистрировано 2500 доменов.
По оценке TNS Central Asia аудитория Казнета в начале 2016 года достигла 63,3 % от всего населения республики. При этом, уровень проникновения Интернета в группе 15-24 лет достигла 97 %. А в возрастной группе 25-44 — 92 %..
В 2016 году впервые зафиксировано, что доля пользователей Интернета в Казахстане, выходящих в Сеть с мобильных устройств, стала доминировать.
В 2016 году эксперты констатируют отток пользователей Казнета в пользу внешних ресурсов: его аудитория стремительно падает. Доменная ёмкость Казнета существенно отстает в части роста от среднемировых метрик — Казнет никак не может набрать должного ускорения.
По оценке Агентства по статистике Республики Казахстан большинство казнетчиков для подключения к Интернету используют мобильное широкополосное соединение (около 60 %), на долю DSL-сервисов приходится более 40 %.
Google в сентябре 2016-го распространил измерения Казнета. Выяснилось, что 65 % казахстанцев являются пользователями смартфонов, а 86 % казахстанских интернет-пользователей ежедневно находится в режиме онлайн.
По итогам 2016 года Казахстан неожиданно потерял почти 30 позиций в ежегодном рейтинге The State of Broadband Международного союза электросвязи. Впрочем, по ряду других позиций наблюдается положительная динамика. Например, по количеству индивидуальных пользователей, имеющих доступ в Интернет, Казахстан поднялся на 45 позицию.
Казнет с точки зрения плотности доменных имен на душу населения существенно отстает от России, где этот показатель составляет около 44 доменов на 1000 жителей. Столько же в среднем приходится на 1000 жителей Земли. В Казнете плотность активных доменных имен — 7,4 домена на 1000 казахстанцев. Это почти в 6 раз меньше, чем в России. В Узбекистане на 1000 жителей приходится лишь 1 домен, а в Кыргызстане — 1,4. По итогам 2017 года, емкость Казнета составила 135 808 (134 903 — .KZ + 905 — .ҚАЗ). Если сравнивать этот показатель по итогам декабря 2017-го с аналогичным периодом 2016 года, то налицо рост на 6,7 % (+8573 доменов).

## Законодательство
Интернет в Казахстане как составляющая всемирной сети относится к компетенции министерства связи и информации Казахстана, большую роль в развитии Казнета играет первичный национальный провайдер — «Қазақтелеком» и «Транстелеком».
Согласно законодательству Казахстана все сайты имеют статус СМИ на основании поправки к Закону РК от 23 июля 1999 года № 451-1 «О средствах массовой информации» принятой 3 мая 2001 года, а также закона РК «О внесении изменений и дополнений в некоторые законодательные акты Республики Казахстан по вопросам информационно-коммуникационных сетей» от 10 июля 2009 года. На основе этого все интернет-ресурсы: веб-сайты, чаты, блоги, интернет-магазины, электронные библиотеки и так далее — приравниваются к средствам массовой информации с соответствующей уголовной, гражданской и административной ответственностью, которую несут традиционные СМИ. Любые ресурсы, которые нарушают законодательство Казахстана, могут отключаться от доступа внутри страны, вне зависимости от страны размещения сервера и регистрации домена.
С 2009 года в рамках АИС РК (впоследствии МСИ РК), создаётся служба реагирования на компьютерные инциденты (по аналогии с аналогичными зарубежными службами — CERT). Задачей нового подразделения станет координация действий подразделений компьютерной безопасности государственных органов, операторов связи, а также других субъектов национальной информационной инфраструктуры по вопросам предотвращения правонарушений в области использования компьютерных и информационных технологий. Кроме того, в его обязанности войдет сбор, анализ и накопление информации о современных угрозах компьютерной безопасности и об эффективности применяемых средств защиты.
Администратором доменных имен в пространстве казахстанского сегмента Интернета является Объединение юридических лиц в форме Ассоциации «Казахстанская Ассоциация IT-компаний». Регистратором доменных имен — Учреждение «Казахский центр сетевой информации» (KazNIC).

### Блокировки и неполадки
Блокировки сайтов могут производиться в соответствии с законодательством Республики Казахстан только по решению суда, в связи с нарушением законодательства.
В 2007—2010 годах были заблокированы по делу сайта geo.kz 26,7 млн журналов и сообществ Живого Журнала (Livejournal) для пользователей интернет-провайдеров Казахстана. По состоянию на ноябрь 2010 года домен ЖЖ (livejournal.com) в Казахстане полностью разблокирован. Однако доступ к ЖЖ через самого крупного провайдера Казахтелеком не восстановлен, посредством других провайдеров интернет-услуг доступ свободен, так как официально ЖЖ не заблокирован.
С февраля 2011 года по решению Сарыаркинского районного суда города Астаны были блокированы блоги www.djamal.wordpress.com и www.caucase.wordpress.com как иностранные СМИ, продукция которых содержит противоправную информацию. Из-за технической невозможности закрыть отдельно взятые блоги интернет-провайдер АО «Казахтелеком» закрыл доступ ко всему порталу WordPress. В настоящее время, начиная с 2012 года, «WordPress» доступен полностью.
После парламентских выборов блокированы сайт газеты «Республика», многие анонимайзеры. С 1 февраля были закрыты файлообменник Megafree.kz, казахстанские торрент-трекеры Kaztorka и Megatorrents. Однако после разъяснения антипиратского закона казахстанские торрент-трекеры возобновили свою работу.
Казнет в рейтинге «Freedom on the Net 2015» имеет статус «несвободный», набрав 61 балл и опередив Россию на 1 балл. Ближайшими соседями Казнета по рейтингу, помимо России, являются Египет, Таиланд, Турция, Венесуэла и Азербайджан.
В исследовании «Freedom on the Net 2017», авторы утверждают, что «свободы в Казнете стало больше», но это кардинально не повлияло на его позицию в рейтинге — Казнет остается все ещё несвободным. «Свобод в интернете в Казахстане стало несколько больше по мере увеличения проникновения интернета, хотя общая среда остается репрессивной для пользователей», — замечают во Freedom House.
Осенью 2015 года был заблокирован один из старейших казахстанских порталов Zonakz.net. Кроме того, блокировке подвергся ресурс Ratel.kz. До сих пор нет ясности, по каким причинам они были заблокированы. Zonakz.net был разблокирован спустя почти 4 месяца..
В 2024 году участилась неполадки к доступу популярных сервисов в Казахстане, таких как Telegram и Youtube. Это связано с износом инфраструктуры Google. В 2022-м корпорация начала отключать расположенные в России серверы Google Global Cache, необходимые для быстрой работы видеохостинга. Так как основные магистральные каналы идут в Казахстан из России Казнет инфраструктурно сильно зависит от интернета РФ. 2 сентября 2024 года президент Республики Казахстан Токаев Касым-Жомарт Токаев обратил внимание на немаловажный факт, который влияет на суверенитет страны — международные интернет-путепроводы. Глава государства поручил как можно скорее закончить прокладку оптоволоконной линии по дну Каспийского моря до Азербайджана, чтобы иметь альтернативы тем каналам-связи, которые проходят через российскую инфраструктуру, для этих целей между Казахстаном и Азербайджаном была открыта совместная компания.

## Регистратор
Регистрацией доменов в Казахстане является некоммерческая организация «Казахский центр сетевой информации» (каз. Қазақ торап ақпарат орталығы, KazNIC) Организация является менеджером по поддержке домена верхнего уровня .kz, а также .қаз. Зарегистрирована 1 сентября 1999 года Министерством юстиции Казахстана. KazNIC устанавливает правила использования доменов, обеспечивает их регистрацию и функционирование служб DNS и WHOIS.

## Интернет-провайдеры Казахстана
Казахтелеком, Оптинет, ASTEL, Alma-TV, Ducat, Beeline, Kcell, ICON, DigitalTV, Sekatel, Altel, Transtelecom, Space.kz (спутниковый интернет) и т. д.
Всего в Казахстане функционируют свыше 30 интернет-провайдеров разного калибра.
В Казахстане явно присутствует монопольный/дуопольный характер предоставления услуг связи и интернета. Так, рынок имеет довольно четкое разделение на следующие основные сегменты:
- Домашний коммутируемый интернет. В крупных городах относительно велика доля провайдеров «второго эшелона», но в большинстве населенных пунктов доступен только «национальный» оператор «Казахтелеком».
- Домашний широкополосный интернет. Практически полностью обслуживаемый национальным оператором «Казахтелеком», доля других провайдеров достаточно мала, тем не менее некоторую конкуренцию национальному оператору составляют провайдеры — Beeline (кабельный интернет) и Alma-TV.
- Мобильный интернет. Практически полностью обслуживается операторами сотовой связи Beeline KZ, Kcell, Tele2, Altel.
- Интернет для корпоративных клиентов. В этом сегменте большее присутствие провайдеров «второго эшелона», что позволяет говорить о конкуренции.

Интернет в Казахстане развивается; появляются новые компании, готовые инвестировать в телекоммуникационную отрасль Казахстана. По мнению одного из ведущих казахстанских интернет-аналитиков А. Ляхова, появись в Казахстане компания, предоставляющая доступ к интернету по цене и качеству сопоставимым московским, то она непременно стала бы одним из лидеров данного сегмента рынка.